# Alan Bean
Alan Lavern Bean (Wheeler, 15 de març de 1932 - Houston, 26 de maig de 2018) fou un astronauta de la NASA i ha estat el quart home en trepitjar la Lluna amb la missió Apollo 12 el novembre de 1969 (a l'edat de 37 anys), durant el projecte Apollo.

## Experiència com a astronauta
Bean va ser seleccionat per la NASA com a part del tercer grup de reclutament l'any 1963. Va ser seleccionat com a pilot de reserva del projecte Gemini 10 i Apollo 9. A causa de la mort de l'astronauta Clifton Williams en un accident aeri i gràcies a l'elecció personal del comandant Charles Conrad, es va convertir en el pilot del mòdul lunar de l'Apollo 12. El novembre de 1969, Pete i Bean van allunar a l'Oceà de les Tempestes, on van efectuar nombrosos experiments científics. Per un descuit de Bean amb la rudimentària càmera de televisió de l'època en enfocar directament al sol, cosa que la va fer malbé, es tenen molt poques imatges de vídeo de la missió Apollo 12 sobre la superfície de la lluna.
El 1973 va ser comandant de la primera tripulació de l'estació espacial Skylab (missió SL-2) batent el rècord de permanència en l'espai orbitant la terra durant 59 dies.
Bean va ser pilot reserva a la missió Apollo-Soyuz, i es va dedicar posteriorment a formar nous astronautes i va ocupar diversos càrrecs dins de la NASA. Finalment va deixar la NASA el juny de 1981 per dedicar-se a la seva passió: la pintura.